# Arroz a banda
L’arroz a banda (originellement en valencien : arròs a banda, littéralement « riz à part », « riz séparé ») est un spécialité culinaire de riz typique de la zone côtière de la province d'Alicante (Communauté valencienne) en Espagne. Sa popularité s'est étendue à tout le Levant espagnol, de la région de Murcie au Garraf (Barcelone) en Catalogne et aux îles Baléares. C'est un plat de riz typiquement méditerranéen, où un plat en fait deux. Plat typique des pêcheurs, il est préparé avec du fumet de poisson, généralement de la morralla (fretin), de la ñora (un piment) et de l'aïoli (sauce à l'ail) ; ce fumet est utilisé pour cuire un plat de riz séparé (a banda, mis de côté) du poisson et le deuxième jour, un ragoût est cuisiné avec ce fumet dans lequel flottent l'alioli, la pomme de terre et le poisson effiloché.
Il est généralement préparé avec un mélange de fruits de mer et de poisson, comme le thon, les moules, les anneaux de calmar, c'est pourquoi il ne faut pas le confondre avec le caldero, ce dernier étant traditionnellement servi avec un bouillon et généralement uniquement du poisson, ce dernier est très typique dans la région de Murcie et des municipalités d'Alicante comme l'île de Tabarca, Santa Pola, Torrevieja et Guardamar del Segura, ou Ibiza.[pas clair] Il est de coutume que ce riz soit servi avec une sauce appelé salmorreta.

## Caractéristiques
À la base, la recette consiste à faire cuire le riz dans un fumet de poisson bon marché avec beaucoup d'arêtes appelé morralla, qui avait peu de valeur sur le marché et constituait le gagne-pain des pêcheurs pauvres qui réservaient les meilleurs morceaux pour la vente. Peu à peu, on a commencé à le préparer avec des fruits de mer et des fumets de poisson plus sélectionnés.
Tout d'abord, les pommes de terre sont cuites dans ce bouillon de morralla, avec une sauce à l'ail, de ñora et de têtes de poisson, et, après cuisson, elles sont servies dans un plat de soupe. Ce ragoût est appelé caldero marinero, et est servi avec de l'alioli ou de l’ajoaceite (sur le côté ou dans un plat de sauce). La seconde partie consiste en restes du fondo de poisson auxquels on a ajouté le sofrito. On peut aussi cuire le riz dans la paella sans aucun autre additif. Ce riz est consommé à part, arroz a banda, sur le côté. Il s'agit d'une recette authentique de pêcheurs, qui parvenaient ainsi à faire deux plats à partir d'une seule préparation. L'aïoli ou l'huile d'ail est un accompagnement fondamental de ces plats, et il fournissait aux humbles gens de la mer des calories qu'ils ne pouvaient obtenir d'aucune autre manière.
Un plat de riz similaire est l’arròs del senyoret, qui est également préparé avec du fumet de poisson mais, contrairement à l’arroz a banda, il contient des crevettes décortiquées, du mérou ou des calmars hachés. Le nom senyoret est dû au fait que tous les morceaux sont propres et se mangent directement, sans les éplucher ni les couper. Il ne faut pas confondre ces deux types de riz.
D'autre part, l’arròs del senyoret de la région de Murcie est appelé arroz a banda et se consomme également directement sans avoir à éplucher les morceaux ; et l’arroz a banda décrit ici est appelé acaldero, acaldero cartagenero ou acaldero del Mar Menor dans la même région.